# Mörttjärnen (Sunne socken, Värmland, 665087-135834)
Mörttjärnen är en sjö i Sunne kommun i Värmland och ingår i Göta älvs huvudavrinningsområde. Sjön har en area på 0,0563 kvadratkilometer och ligger 164,9 meter över havet. Sjön avvattnas av vattendraget Finnälven.

## Delavrinningsområde
Mörttjärnen ingår i det delavrinningsområde (665067-135806) som SMHI kallar för Mynnar i Tvärån. Medelhöjden är 224 meter över havet och ytan är 4,78 kvadratkilometer. Det finns ett avrinningsområde uppströms, och räknas det in blir den ackumulerade arean 18,16 kvadratkilometer. Finnälven som avvattnar avrinningsområdet har biflödesordning 5, vilket innebär att vattnet flödar genom totalt 5 vattendrag innan det når havet efter 339 kilometer. Avrinningsområdet består mestadels av skog (88 procent). Avrinningsområdet har 0,05 kvadratkilometer vattenytor vilket ger det en sjöprocent på 1 procent.